# Perikli Teta
Perikli Teta (ur. 11 sierpnia 1941 w Saint-Étienne, zm. 23 stycznia 2007 w Janinie) – albański inżynier i polityk, minister obrony w roku 1991.

## Życiorys
Urodził się we Francji, ale dzieciństwo spędził w Tiranie, gdzie ukończył średnią szkołę techniczną. Odbył studia inżynieryjne na Politechnice Tirańskiej "7 Nëntori". W latach 1959–1961 studiował w ZSRR inżynierię lotniczą. Studiów nie ukończył z powodu kryzysu w stosunkach albańsko-sowieckich. W latach 1961–1968 pracował w wojskowej bazie lotniczej w Rinas. W 1968 podjął studia inżynieryjne na Uniwersytecie Tirańskim, które ukończył w 1971. Od 1974 pracował na stanowisku głównego inżyniera lotnictwa wojskowego w ministerstwie obrony.
W grudniu 1990 należał do grona założycieli Demokratycznej Partii Albanii, z jej rekomendacji objął w 1991 stanowisko ministra obrony w rządzie Ylli Bufiego. W wyborach 1992 został deputowanym DPA do parlamentu. W tym samym roku wspólnie z Arbenem Imamim, Preçem Zogajem i Gramozem Pashko przygotował dokument krytykujący system kierowania partią przez Salego Berishę. W sierpniu 1992 za krytykę władz partii został z niej usunięty i założył wraz z grupą odstępców z DPA - Partię Demokratycznego Sojuszu. W parlamencie kierował jej grupą deputowanych.
W 1997 powrócił do resortu obrony, pełniąc funkcję sekretarza stanu. W 1998 przez kilka miesięcy kierował resortem spraw wewnętrznych. 15 września 1998 był celem nieudanego zamachu. W pobliżu gmachu ministerstwa ochroniarze zastrzelili zamachowca, który skierował broń w stronę ministra. 19 czerwca 1999 został aresztowany na sali sądowej, w czasie procesu w sprawie o zabójstwo Azema Hajdariego i wkrótce uwolniony na mocy decyzji Trybunału Konstytucyjnego.
Perikli Teta zmarł w styczniu 2007 w szpitalu wojskowym w Janinie, a jego doczesne szczątki pochowano w Tiranie.